# Buenos Aires (nagycirkáló)
A Buenos Aires nagycirkáló (ARA Buenos Aires) Angliában épült argentin megrendelésre. Az argentin kormány megépítéséért a szokásos árnál (250 - 350 ezer font) lényegesen többet, 383 ezer fontot fizetett. A hajó hasonlított a chilei megrendelésre készült Blanco Encalada és a brazil Barroso cirkálókhoz. A széntüzelésű gőzgéppel (8 kazán, 2 hajócsavar) hajtott hajó sebessége és fegyverzete elkészülte idején a nagycirkáló kategóriában a világ élvonalában állt.
A cirkáló 1911-ben Argentina képviseletében részt vett az új brit uralkodó koronázási ünnepélyének nemzetközi flottaszemléjén Spitheadben.
A hajó legénysége igen fegyelmezett és gyakorlott volt a korabeli értékelések szerint.
A hajó nem került harcba. 1931-ben leselejtezték és szétbontották.